# TPG网络
TPG网络（英語：Total Peripherals Group，ASX：TPM），可被理解为“完全外围设备小组”，通常称TPG或TPG网络。是澳大利亚的一家因特网服务提供商以及IT公司。隶属于SP Telemedia（同为澳洲的通讯公司）。在过去的18年以来，TPG号称是澳大利亚最大的10家因特网服务提供商之一。最近，TPG公司着手于在澳大利亚范围内建设自己的ADSL2+宽带网络，采用的是线路共享技术。
TPG公司的服务范围，包括因特网接入服务、组建网络、OEM服务、会计软件等等。
2018年8月28日TPG網絡和沃達豐和記澳洲合併，新公司會易名為TPG Telecom，及在澳洲交易所上市。沃達豐和記澳洲將持有合併後公司50.1%股權，TPG持有餘下49.1%股權。
2019年5月9日澳洲競爭及消費者委員會（ACCC）否决TPG網絡和沃達豐和記澳洲150億澳元合併案

## 部门分类

### TPG Internet
TPG宽带出售多种因特网服务，例如拨号上网、ADSL、ADSL2+、VDSL2（依然处于测试阶段）、SHDSL等等互联网接入服务，以及电子邮件、网站以及域名主持、IPTV、VOIP解决方案及VOIP虚拟电话卡。

#### IPTV
经过了短暂的测试，TPG于2007年6月12日正式开始提供IPTV服务。（页面存档备份，存于）. IPTV面向ADSL2+客户推出，适用于启用了IPTV支持的电话交换机。早先推出的电视频道列表如下：
- Net 25
- DW-TV
- Bloomberg Television
- Al Jazeera English
- TV5MONDE
- Eurosport
- Eurosport News
- 凤凰卫视资讯台
- Channel NewsAsia
- Russia Today TV
- TRT International
- Playboy Channel
- Adult 2

目前的频道几乎全是新闻台，完全免费，未来将会有需要订阅的频道推出。

### TPG Network
TPG Network向社团提供WAN服务。本部门同时也出售因特网VPN以及其他的企业网络连接服务。TPG Network也面向中小型商务客户提供IP PABX。

### TPG Systems
TPG Systems是PC、笔记本电脑、服务器等的原始设备制造商。此部门在2004年初已停止营业。

### TPG Software
TPG Software，采用Catsoft商标，向商业客户出售经算软件。

### TPG Boomerang TV
TPG Boomerang TV是通过Intelsat 8卫星播放收费电视的服务，但目前已停止。频道阵容：
- Cartoon Network
- CNNfn
- Animal Planet
- 有线新闻网
- ESPN
- Turner Classic Movies